# 圣尤利安
圣尤利安是德国莱茵兰-普法尔茨州的一个市镇。总面积14.07平方公里，总人口1174人，其中男性577人，女性597人（2011年12月31日），人口密度83人/平方公里。